# Río Ortiga
Río Ortiga este o arie protejată (arie specială de conservare — SAC, sit de importanță comunitară — SCI) din Spania întinsă pe o suprafață de 1.080,46 ha, integral pe uscat.

## Localizare
Centrul sitului Río Ortiga este situat la coordonatele 38°42′04″N 5°42′19″W / 38.701111°N 5.705278°V.

## Înființare
Situl Río Ortiga a fost declarat sit de importanță comunitară în decembrie 2000 pentru a proteja 26 de specii de animale. Situl a fost protejat și ca arie specială de conservare în mai 2015.

## Biodiversitate
Situată în ecoregiunea mediteraneană, aria protejată conține 6 habitate naturale: Pseudostepă cu ierburi și specii anuale de Thero-Brachypodietea, Galerii și tufărișuri riverane sudice (Nerio-Tamaricetea și Securinegion tinctoriae), Pajiști umede mediteraneene cu ierburi înalte de Molinio-Holoschoenion, Păduri de Quercus ilex și Quercus rotundifolia, Dehesas cu Quercus spp. perene, Tufărișuri termo-mediteraneene și de pre-deșert.
La baza desemnării sitului se află mai multe specii protejate:
- păsări (17): fluierar de munte (Actitis hypoleucos), pescăruș albastru (Alcedo atthis), barză albă (Ciconia ciconia), șerpar (Circaetus gallicus), egretă mică (Egretta garzetta), Galerida theklae, acvilă pitică (Hieraaetus pennatus), Hippolais polyglotta, ciocârlie de pădure (Lullula arborea), prigoare (Merops apiaster), gaia neagră (Milvus migrans), gaia roșie (Milvus milvus), ciuf-pitic (Otus scops), pitulice de munte (Phylloscopus collybita), silvie de tufiș (Sylvia undata), corcodel mic (Tachybaptus ruficollis), fluierarul de zăvoi (Tringa ochropus)
- amfibieni (1): Discoglossus galganoi
- mamifere (2): vidră de râu (Lutra lutra), râs iberic (Lynx pardinus)
- pești (5): Cobitis paludica, Luciobarbus comizo, Pseudochondrostoma willkommii, Rutilus alburnoides, Rutilus lemmingii
- reptile (1): Mauremys leprosa

Pe lângă speciile protejate, pe teritoriul sitului au mai fost identificate 1 specie de păsări, 4 specii de amfibieni, 3 specii de pești, 3 specii de reptile.